# DQ Herculis
DQ Herculis (o Nova Herculis 1934) fue nova lenta y brillante aparecida en la constelación de Hércules en 1934. Fue descubierta el 13 de diciembre de 1934 por J. P. M. Prentice de Stowmarket, Suffolk. Alcanzó el brillo máximo el 22 de diciembre de 1934 con una magnitud aparente de 1,5. La nova permaneció visible a simple vista durante varios meses.
DQ Herculis es el prototipo de una categoría de estrella variable cataclísmica llamada polares intermedias.  De acuerdo a las observaciones, se trata de un sistema binario eclipsante, compuesto por una enana blanca y una enana roja, con un período orbital de solo 4 horas y 39 minutos que varía cada 71 segundos, lo que se corresponde con la rotación axial de la enana blanca, altamente magnética, y posiblemente debido a la presencia de un tercer cuerpo.

## En la cultura popular
La nova era uno de los objetos más brillantes observables en el cielo nocturno. Además de artículos científicos, recibió una cobertura significativa en publicaciones de noticias populares. Brad Ricca, profesor de inglés en la Universidad Case Western Reserve, ha sugerido que Nova Herculis pudo haber influido en el desarrollo de la historia de origen del superhéroe de cómic Superman.